# Larry Groupé
Lawrence Nash Groupé, detto Larry (aprile 1957), è un compositore statunitense, celebre soprattutto per colonne sonore cinematografiche quale quella per i film di Rod Lurie Deterrence - Minaccia nucleare, The Contender, La rivincita del campione e Straw Dogs.

## Biografia
Laureato al conservatorio (University of the Pacific), dove ricevette il premio come miglior studente compositore, in seguito conseguì il master in composizione musicale presso l'Università della California a San Diego, dove ebbe modo di studiare con artisti come Roger Reynolds, Pauline Oliveros e Tōru Takemitsu.
Nel 2004 Groupé ha ricevuto una nomination al premio Emmy per la miglior colonna sonora originale per la serie televisiva Line of Fire della ABC. Ha anche vinto l'Emmy per la migliore colonna sonora di documentari, con il documentario Jonas Salk: Personally Speaking. Ha anche ricevuto il New York Film Award nella categoria miglior colonna sonora.
Al di fuori dell'ambiente televisivo/cinematografico, Groupé ha collaborato con il gruppo storico di rock progressivo inglese Yes, scrivendo le parti di orchestra del loro album del 2001, Magnification. Rispetto ad altri progetti realizzati da gruppi rock insieme a orchestre sinfoniche, Magnification è stato il primo album rock in cui il compositore delle parti orchestrali abbia partecipato a tutto il processo creativo di creazione dei brani (anziché limitarsi ad arrangiare brani già preparati). Groupé ha anche collaborato al tour promozionale dell'album, Yessymphonic (2001-2002).
Fra i più recenti lavori di Groupé c'è la colonna sonora per la serie di documentari Missions, incisa negli studi di Abbey Road con la London Philharmonic Orchestra.
Complessivamente, Groupé ha composto, condotto e prodotto oltre 80 registrazioni pubblicate su CD.